# Langener Tunnel
Der Langener Tunnel ist ein zweiröhriger Straßentunnel im Zuge der Arlberg Schnellstraße (S 16). Er umgeht in einem weit in den Berg führenden langen Bogen südlich die Ortschaft Klösterle. Kurz vor der Ortschaft befindet sich das Westportal des Tunnels, der erst kurz vor der Einfahrt in den Arlberg-Straßentunnel bei Langen endet. Außerhalb der beiden Tunnels ergibt sich die Möglichkeit zur Abfahrt von der S 16 auf die Arlbergstraße (L 197), beispielsweise um die Ortschaften Langen und Stuben zu erreichen, um die Arlbergpass-Straße zu benutzen oder um über den Flexenpass nach Lech zu fahren. Die Nordröhre ist 2280 m lang, die Südröhre 2433 m lang. Das Deckgebirge beträgt 290 m.